# Alejandro Galindo
Alejandro Miguel Galindo (5 marzo 1992) è un calciatore guatemalteco, centrocampista del CSD Municipal.